# الغرفة (رواية)
الغرفة (بالإنجليزية: Room)‏ رواية للكاتبة الأيرلندية الكندية إيما دونوغيو صدرت عام 2010م، تُروَى القصة من منظور طفل ذي خمس سنوات يدعى جاك كان مأسورًا برفقة والدته في غرفة صغيرة بواسطة شخص يدعى نيك، كانت الرواية الأكثر مبيعًا وفازت بجائزة مان بوكر الدولية ، وتم تحويلها إلى فيلم بنفس الاسم صدر عام 2015م .

## ملخص الرواية
تدور أحداث الرواية حول طفل يدعى جاك البالغ من العمر خمس سنوات يعيش مع والدته في غرفة صغيرة، تعد الغرفة بالنسبة لجاك جل عالمه الذي ولد وترعرع فيه. تلك هي الغرفة التي يعيش هو ووالدته فيها يتعلمون ويقرؤون وينامون ويلعبون. وعندما يسدل الليل ستاره تغلق والدته عليه الخزانة بإحكام بغرض النوم فيها وذلك بالتزامن مع موعد زيارة نك العجوز.
فكرت والده جاك بالهرب عندما عرفت بأن نيك العجوز عاطل عن العمل كما إنه معرض لخسارة المنزل الذي توجد فيه الغرفة بسبب الرهن وقد تكهنت بأن نيك سوف يقتلهم للتخلص منهم فهو بطبيعة الحال لا يخاطر بإطلاق سراحهم.
لذلك أعدت خطة للهرب وذلك بمساعدة جاك على التظاهر بأنه مريض ويجب نقلة إلى طبيب لكن نيك العجوز لم يلبي الطلب.
وعند عودة نيك العجوز تظاهرت بأن الطفل قد مات ففكر نيك بكيفية التخلص من جثة الطفل وبعدها تمكن الطفل من الهرب وأخبر رجال الشرطة بمكان الغرفة التي تم حجز والدته بها وتم تحرير والدته واعتقال نيك العجوز.